# Erebia ludlowi
Erebia ludlowi är en fjärilsart som beskrevs av B.C.S Warren 1952. Erebia ludlowi ingår i släktet Erebia och familjen praktfjärilar. Inga underarter finns listade i Catalogue of Life.